# Steereocolea bisbifida
Steereocolea bisbifida là một loài rêu trong họ Balantiopsaceae. Loài này được Stephani Schiffner mô tả khoa học đầu tiên năm 1968.